# Ram al-Anz
Ram al-Anz (arab. رام العنز) – miejscowość w Syrii, w muhafazie Hims. W 2004 roku liczyła 1272 mieszkańców.